# 佳人薄命
佳人薄命（かじんはくめい）は、数奇な運命を辿るため、美人の女性は運に恵まれず、不幸なことが数多く起こり、幸せな人生が送れないという意味の言葉である。転じて、美人の女性は、病気や事故などに遭遇しやすいため、短命なことが多いという意味である。佳人薄命の「佳人」は容姿の美しい女性や、品格や知性などを有した女性のことを指す言葉で、「薄命」は短命なことや運命に恵まれないことを指す。北宋の文豪・蘇軾の『薄命佳人詩』の一節「自レ古佳人多命薄、閉レ門春尽楊花落」〈古（いにしえ）より佳人多くは命（めい）、薄く、門を閉ざし春尽きて楊花（ようか）落つ〉がその語源とされている。類義語としては「美人薄命」「紅顔薄命」「才子多病」などがあげられる。「佳人薄命」は、太宰治の『懶惰の歌留多』や、吉川英治の『新書太閤記』の一節「東風吹く一隊」などに見られる。尚、男性に対しては「才子多病」という表現が使われている。